# San Joaquín (estación del Metro de Ciudad de México)
San Joaquín es una de las estaciones que forman parte del Metro de la Ciudad de México, perteneciente a la Línea 7. Se ubica al poniente de la Ciudad de México, en la alcaldía Miguel Hidalgo.

## Información general
Ubicada al norponiente de la ciudad, cerca de la Avenida Río San Joaquín. La imagen de la estación representa la silueta de uno de los puentes del viaducto radial Río San Joaquín. Esta estación forma parte del primer tramo inaugurado de la línea 7 (Tacuba-Auditorio). El rumbo toma su nombre del pueblo de San Joaquín, ubicado a la orilla de ese río. En él existe un convento de carmelitas.

### Afluencia
La afluencia en 2014 fue de:
- Total:7,593,205
- Promedio diario: 20,803

La siguiente tabla muestra la afluencia de la estación en los últimos 10 años:
| Afluencia Anual de Pasajeros | Afluencia Anual de Pasajeros | Afluencia Anual de Pasajeros | Afluencia Anual de Pasajeros | Afluencia Anual de Pasajeros | Afluencia Anual de Pasajeros |
| ---------------------------- | ---------------------------- | ---------------------------- | ---------------------------- | ---------------------------- | ---------------------------- |
| Año                          | Afluencia                    | A Diario                     | Ranking                      | Incremento                   | Ref.                         |
| 2023                         | 7,080,351                    | 19,398                       | 54°/195                      | +22.24%                      | [ 3 ]                        |
| 2022                         | 5,792,371                    | 15,869                       | 67°/175                      | +18.29%                      | [ 4 ]                        |
| 2021                         | 4,896,923                    | 13,416                       | 52°/195                      | -16.58%                      | [ 5 ]                        |
| 2020                         | 5,870,366                    | 16,039                       | 44°/195                      | -45.42%                      | [ 6 ]                        |
| 2019                         | 10,755,360                   | 29,466                       | 45°/195                      | +9.27%                       | [ 7 ]                        |
| 2018                         | 9,843,032                    | 26,967                       | 52°/195                      | +7.97%                       | [ 8 ]                        |
| 2017                         | 9,116,304                    | 24,976                       | 53°/195                      | -1.51%                       | [ 9 ]                        |
| 2016                         | 9,256,336                    | 25,290                       | 58°/195                      | +10.04%                      | [ 10 ]                       |
| 2015                         | 8,411,507                    | 23,045                       | 70°/195                      | +3.60%                       | [ 11 ]                       |
| 2014                         | 8,118,882                    | 22,243                       | 73°/195                      | +13.84%                      | [ 12 ]                       |

## Conectividad

### Salidas
- Poniente: Avenida Lago Hielmar y Calle Lago Ginebra, Colonia Deportivo Pensil.
- Oriente: Avenida Lago Hielmar y Calle Laguna de Términos, Colonia Anáhuac.

## Sitios de interés
- Plaza Carso
- Museo Soumaya